# Graminofolium
Graminofolium is een geslacht van rechtvleugeligen uit de familie sabelsprinkhanen (Tettigoniidae). De wetenschappelijke naam van dit geslacht is voor het eerst geldig gepubliceerd in 2007 door Nickle.

## Soorten
Het geslacht Graminofolium omvat de volgende soorten:
- Graminofolium adustus Nickle, 2007
- Graminofolium amazonensis Piza, 1958
- Graminofolium castneri Nickle, 2007